# George Harley
George Harley (Haddington (East Lothian), 12 février 1829-Londres, 27 octobre 1896) est un physicien, physiologiste et médecin britannique.

## Biographie
Fils unique, il perd son père l'année de sa naissance et est élevé par sa mère et sa grand-mère. Il fait ses études à l'université d'Édimbourg et est reçu médecin en août 1850.
Chirurgien de la Edinburgh Royal Infirmary (en), il passe deux ans à Paris où il travaille dans les laboratoires physiologiques et chimiques de Charles Dollfus, François Verdeil et Charles Adolphe Wurtz puis au Collège de France où il officie avec François Magendie puis Claude Bernard. En 1853, il est élu président de la Société de médecine de Paris.
Il passe ensuite deux années en Allemagne, à l'université de Wurtzbourg avec Rudolf Virchow, à Giessen, avec Justus Liebig puis à Berlin, Vienne et Heidelberg (avec Robert Bunsen). 

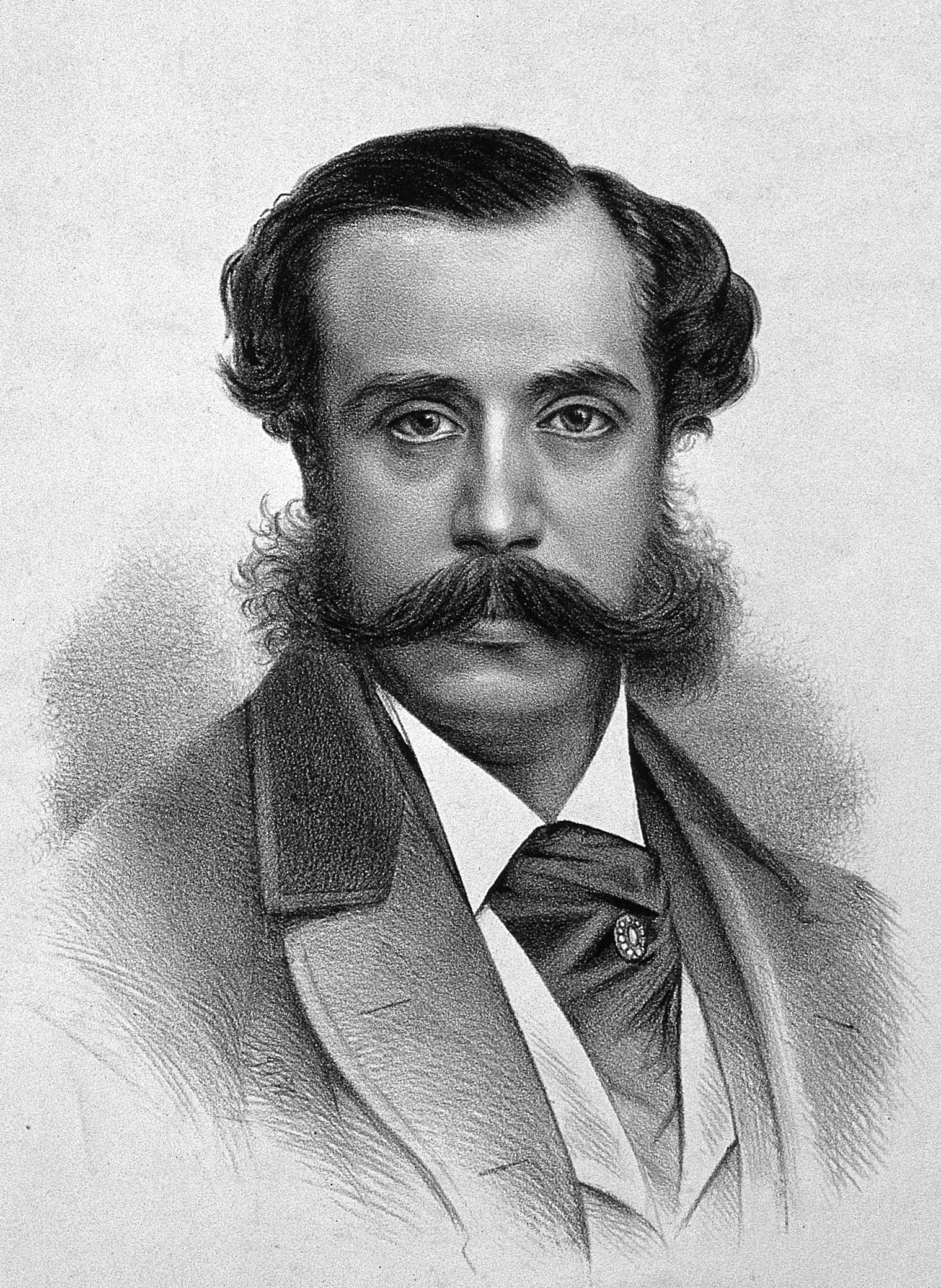
George Harley, lithographie de 1873

En 1855, il est nommé professeur de physiologie pratique à l'University College de Londres et conservateur du musée d'anatomie. En 1858, il est élu membre de la Chemical Society et membre de l'ordre des médecins d’Édimbourg. Professeur de médecine à l'University College (1859), il devient en 1860 médecin de l'hôpital mais doit plus tard démissionner en raison de problèmes de vue. Membre du Collège royal de médecine (1864) et de la Royal Society (1865), il est un des fondateurs de la British Institute of Preventive Medicine.
Il meurt subitement d'une rupture d'une artère coronaire et d'une hémorragie dans le péricarde en 1896.
Il est le père de Ethel Brilliana Tweedie.

## Travaux
Il publia un grand nombre d'articles sur des sujets très divers comme l'analyse des gaz, la respiration, l'action de la strychnine, la fève de Calabar, les flèches empoisonnées ou les maladies du foie.
On lui doit la découverte du fer comme un des constituants de l'urine et la détermination de la couleur de l'urine due à l'urobiline. En 1850 il démontre que le curare (wourali) est efficace dans le traitement du tétanos et de l'empoisonnement par la strychnine et en 1858, prouve que la pancréatine est capable de digérer les substances féculentes et albumineuses.
Il est aussi l'inventeur d'un type de microscope transformable en paire de jumelles et voulut lancer une réforme de l'orthographe qui supprimait les consonnes doubles à l'exception des noms propres (1877).

## Œuvres
- Jaundice, its Pathology and Treatment, 1863
- The Urine and its Derangements, 1872
- The Simplification of English Spelling, 1877
- Diseases of the Liver, 1883
- Sounding for Gall Stones, 1885
- Inflammation of the Liver, 1886

## Hommages
- Il reçoit en 1862 le prix triennal du Collège royal de chirurgie pour ses recherches sur l'anatomie et la physiologie des organes surrénales.
- L'île Harley dans l'archipel François-Joseph a été nommée en son honneur.